# Harry Pillsbury
Harry Nelson Pillsbury (5 de dezembro de 1872, Somerville, Massachusetts - 17 de junho de 1906) foi um jogador de xadrez de liderança norte-americano.

## Carreira
Pillsbury foi um dos enigmas da história do xadrez e um dos jogadores promissores que não viveram para confirmar seu talento. Alcançou apenas um prêmio principal em sua carreira, mas esse foi o do Torneio de Hastings, em 1895, o evento mais significativo da época. Seu feitos jogando às cegas e sua prodigiosa memória são algo à parte, e sua melhores partidas, incluindo sua última vitória contra Lasker, trazem a marca de um grande artista.
Pillsbury aprendeu xadrez em Boston, estado de Massachusetts, aos 16 anos, o que hoje corresponderia a um obstáculo quase fatal às chances de qualquer jogador tornar-se um Grande Mestre. Mas ele evoluiu rapidamente e tinha apenas 22 anos quando conquistou sua vitória em Hastings, à frente de Lasker, Steinitz, Tarrasch e Mikhail Chigorin.
Nos anos seguintes ele foi um constante vencedor de altos prêmios internacionais. Ganhou fama mundial com suas demonstrações de xadrez às cegas, que incluíam um recorde mundial (na época) de 22 partidas simultâneas. Fazia exibições jogando xadrez e damas às cegas, enquanto simultaneamente participava de uma mesa de Uíste.
Talvez seu feito mais admirável tenha ocorrido quando dois professores lhe deram esta lista de palavras para memorizar: Antifrogistina, periósteo, taquadiastase, plasma, ambrosia, Threlkeld, estreptococo, estafilococo, microcopo, plasmódio, Mississipi, Freiheit, Filadelfia, Cincinatti, atletismo, pacifismo, Etchenberg, americano, russo, filosofia, Rost de Piet Potgelter, Salamagunde, Oomisellecootsi, Banguemanvate, Nek de Schlechter, Manzinyama, teosofia, catecismo e Madjesoomalops. Pillsbury olhou a lista por alguns minutos, repetiu as palavras na ordem dada e em seguida na ordem inversa. Conseguiu se lembrar da lista até no dia seguinte.

## Principais resultados em torneios
| Data | Local                | Colocação | Observações                                                                                           |
| ---- | -------------------- | --------- | --- |
| 1895 | Hastings 1895        | 1         | Com Mikhail Chigorin em segundo, Emanuel Lasker em terceiro e Siegbert Tarrasch em quarto.            |
| 1896 | Nuremberga 1896      | 3         | Vencido por Emanuel Lasker, com Geza Maroczy em segundo e Siegbert Tarrasch em quarto.                |
| 1896 | Budapeste 1896       | 3         | Vencido por Mikhail Chigorin, com Rezso Charousek em segundo e Carl Schlechter em quarto.             |
| 1899 | Londres 1899         | 2-4       | Vencido por Emanuel Lasker, Pillsbury empatou com Geza Maroczy e Dawid Janowski empatados em segundo. |
| 1896 | São Petersburgo 1896 | 3         | Vencido por Emanuel Lasker, com Wilhelm Steinitz em segundo e Mikhail Chigorin em quarto.             |
| 1900 | Paris 1900           | 2         | Vencido por Emanuel Lasker e com participação de Geza Maroczy.                                        |
| 1902 | Monte Carlo 1902     | 2         | Vencido por Geza Maroczy, com Dawid Janowski em terceiro e Richard Teichmann em quarto.               |
| 1903 | Monte Carlo 1903     | 3         | Vencido por Dawid Janowski, com Geza Maroczy em segundo e Carl Schlechter em quarto.                  |